# Сельское поселение Макарьевка
Сельское поселение Макарьевка — упразднённое муниципальное образование в Безенчукском районе Самарской области.
Административный центр — село Макарьевка.

## История
Законом Самарской области от 30 апреля 2015 года № 38-ГД, сельские поселения Ольгино и Макарьевка преобразованы, путём их объединения, в сельское поселение Ольгино с административным центром в селе Ольгино.

## Административное устройство
В состав сельского поселения Макарьевка входили:
- село Макарьевка,
- село Иоганесфельд.